# 南方巨像龍屬
南方巨像龙属（学名：Notocolossus）简称南巨龙，是蜥脚下目泰坦巨龙类恐龙的一属，生存于白垩纪晚期的阿根廷门多萨省。

## 发现与命名

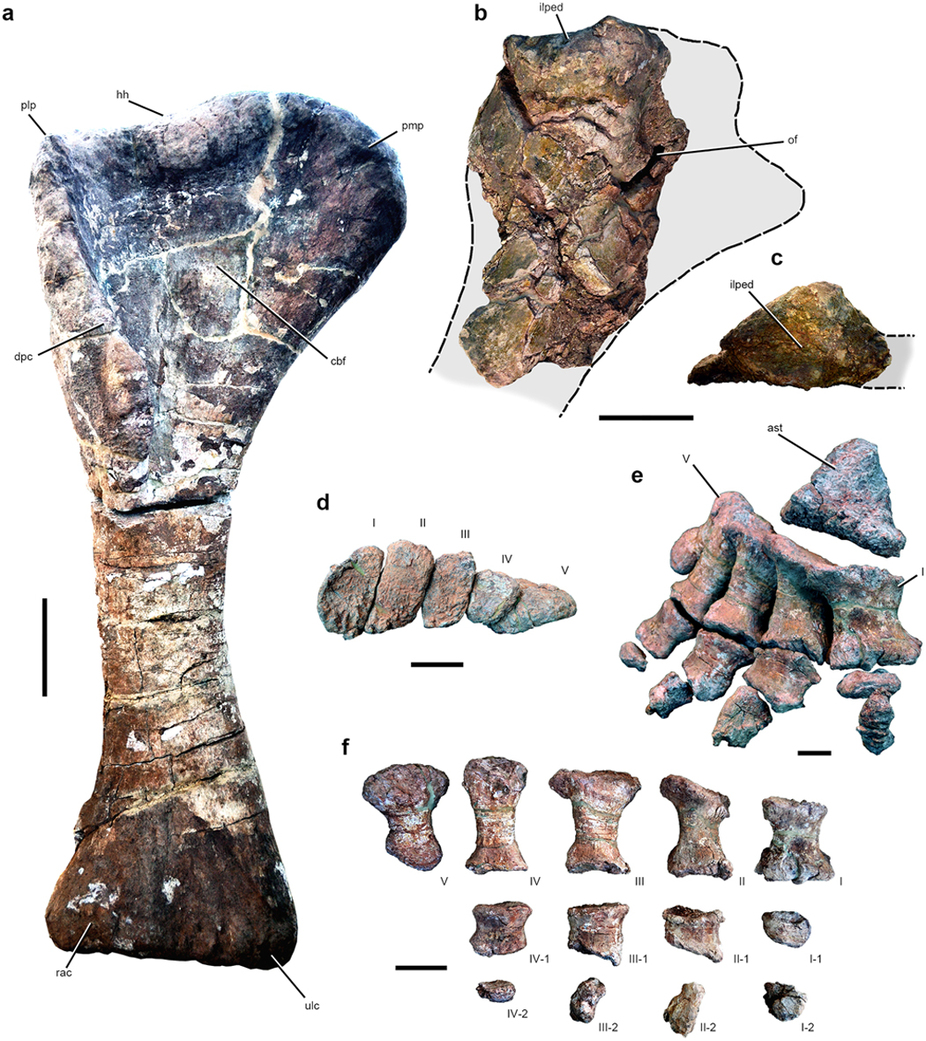
肢骨

阿根廷古生物学家贝尔纳多·哈维·冈萨雷斯·里加博士在门多萨省找到一具巨型蜥脚类残骸。
2016年，模式种冈氏南方巨像龙（Notocolossus gonzalezparejasi）由贝尔纳多·哈维·冈萨雷斯·里加、马修·卡尔·拉曼纳、列奥纳多·丹尼尔·奥兹·大卫、豪尔赫·奥兰多·卡尔沃以及胡安·P·科里亚命名并叙述。属名取自希腊语νότος／notos（“南风”）和κολοσσός／kolossos（“巨像”），指化石原产地南半球及其巨大体型。种名纪念豪尔赫·冈萨雷斯·帕尔哈斯，他曾在门多萨省研究恐龙化石二十余年。
正模标本UNCUYO-LD 301发现于普洛捷组的一层中，年代为大约8600万年前科尼亚克阶至桑托阶，是一具缺少颅骨的部分骨架，由一节前背椎、一个右肱骨和一个左耻骨上部构成。尽管这些骨头并未连接，但被视为一个单独个体，因为它们皆是在8×8米的岩石表面上发现的。第二具缺少颅骨的部分骨骼（即标本UNCUYO-LD 302）也归类于南方巨像龙，代表一具较小个体，由五节前尾椎和一个连接跟骨的完整右脚构成，在距离正模标本403米处的5×5米的岩石表面上发现。

## 叙述

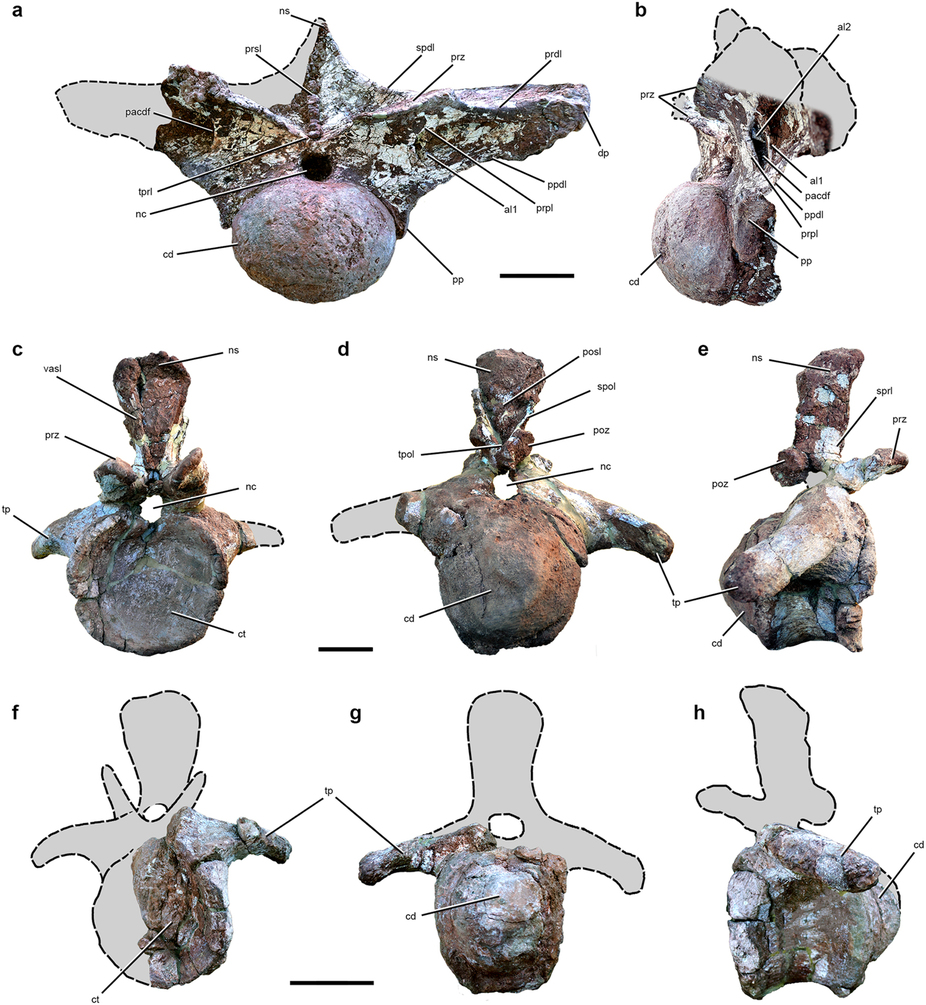
椎骨

证据表明，南方巨像龙是最大的泰坦巨龙类之一，因此也是迄今为止发现的最重的陆地动物之一。尽管这种新的蜥脚类恐龙骨骼的不完整性使科学家无法对其大小做出精确估计，但它的肱骨或上臂骨的长度为1.76米（5.8英尺），大于已知任何泰坦巨龙类，如无畏巨龙、富塔隆柯龙和潮汐龙。他们同时利用异速生长方程估计股骨总长度为2.166米（7.11英尺）。如果此动物的身体比例与一些保存较好的泰坦巨龙类相当，那么这种新恐龙的体重可能在44.9—75.9公噸（44.2—74.7長噸；49.5—83.7短噸）之间，最有可能是60.4公噸（59.4長噸；66.6短噸）。2019年，格雷戈里·S·保罗估计南方巨像龙的重量在45～55吨（49.6～60.6短吨）之间，有可能比这更大，或者接近于阿根廷龙，而他将阿根廷龙体重估计为65～75吨（71.6～82.7短吨）。不过，这种说法被认为是不太可能的。2020年，莫利纳·佩雷兹和拉腊门迪估计其长为28吨（92吨），重40吨（44短吨）。

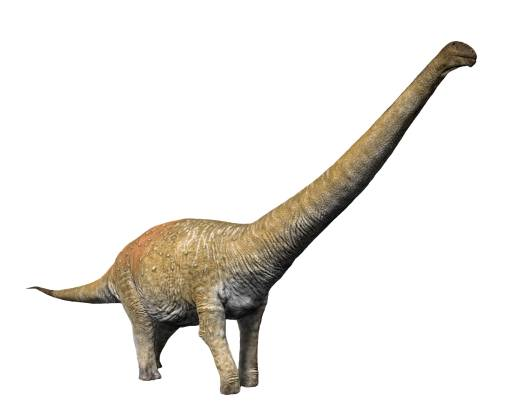
冈氏南方巨像龙的生命复原

2016年，南方巨像龙的几个显著特征被确定。其中九个是独有衍征，即独特的衍生特性。在前后椎，侧突前缘与侧突下缘之间的凹陷被两个副脊分开，其中一个是垂直的，另一个是横向的。在前尾椎神经棘的前端，垂直的脊在其下端融合，在前关节突的水平之上，形成一个V形结构。肱骨的内上角明显扩张，远远超出肱骨干内侧。肱骨的上缘通常有一个强烈扩张，比骨干直径宽2.9。在肱骨干上喙肱肌的下方，有一个从外上侧到内下侧的对角线脊。第一跖骨的上部宽度超过其长度。第三跖骨相对较短，是第一跖骨长度的1.2倍。上趾指骨的顶部比它们各自的跖骨长度宽50%。趾爪变小，更为粗糙且缩短。
该属的脚或足是蜥脚类动物不常保存的骨骼部分，显示出独特的体形。它包含一个紧凑且均匀的跖骨，被认为是适合承受巨大的重量。它也呈现出了缩小的爪，这些特征在蜥脚类中是未知的。这与其他泰坦巨龙类掌骨的垂直位置和指骨的减少是平行的。

## 种系发生学
南方巨像龙属于泰坦巨龙类演化支，一项系统发育分析发现，该属是岩盔龙类的基本成员，也是无畏巨龙的姊妹物种。卡巴利多等人2017年的一项研究将其恢复为隆柯龙类的姊妹分类单元，并发现它不属于岩盔龙类。2018年，冈萨雷斯·里加和同僚亦得出了相同结论，并将它放置于一个含巴塔哥巨龙属和普尔塔龙属的分支中。这项分析还发现隆柯龙类属于岩盔龙类。
以下演化树根据冈萨雷斯·里加和其同僚（2018年）的研究，显示了该属在隆柯龙类中的位置。
|  | 阿根廷龙属 Argentinosaurus |
|  | |
|  | \| \| 南方巨像龙属 Notocolossus \| \| \| \| \| \| 巴塔哥巨龙属 Patagotitan \| \| \| \| \| \| 普尔塔龙属 Puertasaurus \| \| \| \| |
|  | |
|  | 南方巨像龙属 Notocolossus |
|  | |
|  | 巴塔哥巨龙属 Patagotitan |
|  | |
|  | 普尔塔龙属 Puertasaurus |
|  | |

|  | 南方巨像龙属 Notocolossus |
|  |                           |
|  | 巴塔哥巨龙属 Patagotitan  |
|  |                           |
|  | 普尔塔龙属 Puertasaurus   |
|  |                           |

|  | 阿根廷龙属 Argentinosaurus |
|  | |
|  | \| \| 南方巨像龙属 Notocolossus \| \| \| \| \| \| 巴塔哥巨龙属 Patagotitan \| \| \| \| \| \| 普尔塔龙属 Puertasaurus \| \| \| \| |
|  | |
|  | 南方巨像龙属 Notocolossus |
|  | |
|  | 巴塔哥巨龙属 Patagotitan |
|  | |
|  | 普尔塔龙属 Puertasaurus |
|  | |

|  | 南方巨像龙属 Notocolossus |
|  |                           |
|  | 巴塔哥巨龙属 Patagotitan  |
|  |                           |
|  | 普尔塔龙属 Puertasaurus   |
|  |                           |

|  | 阿根廷龙属 Argentinosaurus |
|  | |
|  | \| \| 南方巨像龙属 Notocolossus \| \| \| \| \| \| 巴塔哥巨龙属 Patagotitan \| \| \| \| \| \| 普尔塔龙属 Puertasaurus \| \| \| \| |
|  | |
|  | 南方巨像龙属 Notocolossus |
|  | |
|  | 巴塔哥巨龙属 Patagotitan |
|  | |
|  | 普尔塔龙属 Puertasaurus |
|  | |

|  | 南方巨像龙属 Notocolossus |
|  |                           |
|  | 巴塔哥巨龙属 Patagotitan  |
|  |                           |
|  | 普尔塔龙属 Puertasaurus   |
|  |                           |

|  | 阿根廷龙属 Argentinosaurus |
|  | |
|  | \| \| 南方巨像龙属 Notocolossus \| \| \| \| \| \| 巴塔哥巨龙属 Patagotitan \| \| \| \| \| \| 普尔塔龙属 Puertasaurus \| \| \| \| |
|  | |
|  | 南方巨像龙属 Notocolossus |
|  | |
|  | 巴塔哥巨龙属 Patagotitan |
|  | |
|  | 普尔塔龙属 Puertasaurus |
|  | |

|  | 南方巨像龙属 Notocolossus |
|  |                           |
|  | 巴塔哥巨龙属 Patagotitan  |
|  |                           |
|  | 普尔塔龙属 Puertasaurus   |
|  |                           |

## 古生态学
南方巨像龙化石发现于内乌肯群的普洛捷组。这个地层大约有25（82英尺）厚，由浅红色黏土岩和薄的粉红色砂岩带组成。普洛捷组与上覆的波特苏埃洛组的区别在于前者的泥岩含量较高。普洛捷组的四足动物鲜为人知，共代表为哺乳动物、一种大型虚骨龙类和几种泰坦巨龙类。除南方巨像龙外，这些泰坦巨龙类还包括巴西石油龙属、巨大“南极龙”和另外两个标本，其中一件似乎是一种风神龙族。此外，有时也有人说穆耶恩龙来自这个地层，尽管它实际上可能来自上文提到的波特苏埃洛组。